# Pseudocoenosia nigropolita
Pseudocoenosia nigropolita är en tvåvingeart som först beskrevs av Malloch 1919.  Pseudocoenosia nigropolita ingår i släktet Pseudocoenosia och familjen husflugor.
Artens utbredningsområde är Washington. Inga underarter finns listade i Catalogue of Life.